# Tegenaria osellai
Tegenaria osellai là một loài nhện trong họ Agelenidae.
Loài này thuộc chi Tegenaria. Tegenaria osellai được Paolo Marcello Brignoli miêu tả năm 1971.